# Kasımpaşa
Kasımpaşa és un vell barri mariner al districte de Beyoğlu de la ciutat d'Istanbul a Turquia. A Kasımpaşa hi va haver un cop un famós arsenal naval otomà. Actualment, l'antic arsenal, no és gaire cosa més que una drassana que es fa servir per a reparar vaixells de càrrega, ferris i petits vaixells de línia. El President de Turquia, Recep Tayyip Erdoğan, hi va néixer.
Entre 1500 i 1600 aquest arsenal va causar una forta impressió als visitants estrangers, atès que hi podien operar 120 vaixells a la vegada. Va ser crucial perquè la marina otomana arribés a ser força poderosa. Els vaixells de guerra turcs que eren temuts a tota la Mediterrània, eren construïts i reparats aquí, en un lloc que no tenia comparació en el seu temps. Durant el declivi de l'Imperi Otomà va esdevenir cada cop més ineficaç i vers el 1800 la flota otomana ja era completament ineficaç com a potència militar.
Una mica més amunt, en l'estuari del Corn d'Or, s'hi ha construït recentment una base per a l'armada turca. El comandament està situat en el petit palau otomà d'Aynali Kavak. En aquest lloc es va signar el Tractat d'Aynali Kavak el gener de 1779 entre l'Imperi Rus i l'Imperi Otomà, en el marc de les Guerres Russo-Turques.
La costa que hi ha una mica més amunt per la platja és Ok Meydanı, un lloc on els sultans solien anar a practicar el tir amb arc. Encara s'hi poden trobar diverses columnes de marbre, que ens recorden els sensacionals llançaments de diversos sultans. La plaça té també un namazgah, un lloc de pregària a cel obert, on els sultans podien practicar exercicis de tir.